# ちかえもん
『ちかえもん』は、NHK大阪放送局製作によりNHK総合テレビの「木曜時代劇」枠で2016年1月14日から3月3日まで放送されたテレビ時代劇である。連続8回。近松門左衛門の人形浄瑠璃『曾根崎心中』の誕生秘話を創作し、“人間近松”を描いた人情喜劇。藤本有紀作。主演は青木崇高と松尾スズキ。第34回向田邦子賞受賞作。

## 企画・制作
人形浄瑠璃の名作「曽根崎心中」を書きあげた江戸時代の文学者・近松門左衛門の生涯を、藤本有紀が史実・事実に基づいたフィクションとして描いたもので、「曽根崎心中」を執筆するまではスランプに陥っていた近松が、名作誕生に至るまでの様々な苦悩と、それを取り巻く人間模様をコメディーの要素を交えて描いたヒューマンドラマにしている。松尾芭蕉、井原西鶴と並ぶ元禄時代（1688年‐1704年）の三大文豪として数えられるも、存命中や没後すぐに書かれた資料がほとんどないことから謎に満ちている近松の生涯を、大胆に想像を膨らませて描いている。
セットも衣装も所作もれっきとした時代劇でありながら、近松が心の声を語るモノローグでの現代的な言葉遣い、近松が口ずさむ「大阪で生まれた女」などのフォークソングの替え歌、劇中のアニメーションの使用など、時代劇に馴染みがない視聴者でも気軽に楽しめる工夫が散りばめられており、劇中で「近松門左衛門」という名前を覚えられない万吉がとっさに名付けた近松の愛称「ちかえもん」も国民的アニメを連想させる親近感あふれる番組タイトルとなっている。
番組制作にあたり、園田学園女子大学付属の近松研究所が資料提供を行った。劇中の人形浄瑠璃の場面は人形遣いの桐竹勘十郎らと三味線の竹澤團七が参加して約300年前の初演を再現、人形を新調して、現在は3人で遣う人形を1人で遣う初演当時の「一人遣い」にも挑戦している。三味線の團七は義太夫三味線の開祖・竹澤権右衛門役で出演し、『曾根崎心中』の場面用に新たに作曲も行った。
撮影は2015年10月下旬から翌2016年1月下旬にかけて京都の松竹撮影所を中心に行われ、京都や滋賀でのロケも行われた。

## あらすじ
元禄16年（1703年）、浄瑠璃作者・近松門左衛門は以前ほど作品が受けなくなり、堂島新地にある遊郭「天満屋」に入り浸っていた。自作を上演していた「竹本座」の客足は遠のき、座長である竹本義太夫や周囲から不満をぶつけられ、新作の執筆も一向に進まずにいた。そんな折、「不孝糖」なる飴を売り歩く渡世人・万吉と出会い、万吉は近松を勝手に相棒とみなす。
2人のまわりで起きるさまざまな出来事をきっかけに、近松は、戦国の世が終わって百年が経ち、大衆の求めるものはこれまで通りの忠義を主題とする歴史物語ではなくなっていたことに気づく。万吉や周囲の人々に振り回されてゆくうち、近松は徐々に創作意欲を取り戻してゆくのだった。

## 登場人物

### 主要人物
万吉
演 - 青木崇高
「不孝糖」なる飴を売り歩いて生計を立てる渡世人。
堂島新地の遊郭「天満屋」にて勘定を押し付けられ払えず、居残りとして働く。
場の空気を読めない性格で、一言多く、思い込みも激しい。近松からは「アホ」呼ばわりされている。
一方で、近松に実際に浄瑠璃作者の才能があることを分からせる、経営難のために竹本座を畳もうとした義太夫を思い止まらせる、九平次に濡れ衣を着せられた徳兵衛をお初に再会させ、心中へ導くなど「曽根崎心中」完成のためにあらゆる手で奔走する。
その正体は、近松が少年時代に遊び相手にしていた人形。曽根崎心中の公演初日、天満屋にて九平次に捕らわれていた近松を救出し、九平次と対峙。最後は九平次と組み合いながら天満屋正面の堀にともども飛び込み、九平次を水中へ引きずり込もうとしながら人形に戻った。
人形はその後、初演の大成功後に天満屋に戻り、万吉を追って堀に飛び込んだ近松の着物に絡まって引き上げられ、近松の書斎に飾られた。
お袖
演 - 優香
遊郭「天満屋」の年増の遊女。近松の相手をしばしば務める。
平野屋徳兵衛
演 - 小池徹平
豪商「平野屋」の放蕩息子。通称「アホぼん」。
とある出来事からお初に入れ込んでいる。
元々は若旦那の身分だったが、店を継がせたい平野屋忠右衛門の意向により、手代からやり直すよう命じられる。
お初
演 - 早見あかり
「天満屋」の新入り遊女。父は結城格之進。
島原から流れてきた。その真の目的は、格之進の切腹の原因となった平野屋忠右衛門への復讐。
黒田屋九平次
演 - 山崎銀之丞
油問屋「黒田屋」の主人。大陸との交易にも手をつけており、店には劇中当時は珍しかったガラス製の燭台がある。
平野屋の朝鮮人参取引の噂を聞きつけ、これにつけ込んで平野屋の乗っ取りを企む。
しかし、万吉の機転により企みはすんでの所で大失敗し、奉行に店を取りつぶされる。その恨みから曽根崎心中の初日に近松を捕らえて監禁するものの、救助に駆けつけた万吉に阻まれ、堀に飛び込まされたところを奉行に発見されて御用となった。
竹本義太夫
演 - 北村有起哉
道頓堀の「竹本座」座元。
かつては近松との『出世景清』で売れたが、近頃の客入れは悪い。
顔を合わせるたびに近松を否定し、筆を急かす（しかも一切褒めない）天敵。
だが実際には近松の文才を認めており、近松のことを喜里に「当代一の浄瑠璃作者」と言い切っている。
お玉
演 - 高岡早紀
「天満屋」の女将。
夫を尻に敷く肝っ玉の据わった女性。
金持ちに愛想が良いが貧乏人には冷たい。
平野屋忠右衛門
演 - 岸部一徳
豪商「平野屋」の大旦那（徳兵衛の父）。
元々は一介の醤油屋に過ぎなかった平野屋を、一代で大坂随一の大商家に育て上げた。そのきっかけは、当時良薬ながら禁制品だった朝鮮人参が手に入れられなかったため、妻のお鶴を亡くした直後に竹本座で観た「出世景清」。これを機に商人として奉行や役人への復讐を決意し、寝る間も惜しんで商売に努め、ついに朝鮮人参の取引に成功し大きな富を手にする。また、これが縁で竹本座や近松たちへの後援も引き受ける。
しかし、朝鮮人参の取引は無二の親友だった蔵役人、結城格之進との確執も引き起こし、現在に至るまで負い目に感じている。その中でも、自分自身はあくまでも商人であるという信念は崩しておらず、お初との会談では手切金での解決を持ち出す。
喜里
演 - 富司純子
近松の母。
近松含め3人の子を育てた。
妻に逃げられ、筆も進んでいない近松を心配している。
万吉のことは気に入っており「おかあはん」と呼ばれている。
近松門左衛門
演 - 松尾スズキ
本作の主人公。文学者。本名は「杉森 信盛」（万吉からは「ちかえもん」、喜里からは「信盛」と呼ばれている）。
妻には逃げられ、なかなか筆が進んでおらず、毎度喜里からは説教されている。ちょうど劇中で発生した赤穂事件も題材にしてみたものの、赤穂義士が討ち入ろうとせず、脚本を読んだ義太夫を怒らせる始末。
劇中ではフォークソングの替え歌を披露し、「…ってな陳腐な言い回しはわしのプライドが許さんのである」で締めくくる。。
万吉の手引きに支えられ、自分の周辺の人物を新作浄瑠璃の題材にすることに目覚めてゆく。その最中、お初と徳兵衛の心中を聞いて曽根崎心中を書き上げ、久々の大当たりを出す。これで創作意欲を取り戻し、最終回のエンディングでは万吉のことを思い出しながら「碁盤太平記」を執筆していた。

### その他
喜助
演 - 徳井優
「平野屋」の番頭。
人形浄瑠璃の大ファンで、新作が出ると店の仕事を放って人形浄瑠璃を観に行くという噂が立つほど。ただし、批評は辛口で、スランプ中に平野屋の新年の宴に招かれた近松に容赦ない批判を浴びせかけた。
忠右衛門やお鶴には若い頃から世話になっていたことから、早くに母親を亡くした徳兵衛のことを忠右衛門以上に気遣っており、平野屋を継がせるために闇取引も含めあらゆる手で徳兵衛に商売を教えている。
天満屋吉兵衛
演 - 佐川満男
「天満屋」の主人。
お玉の尻に敷かれている。
佐七
演 ‐ 茂山逸平
「平野屋」の手代。
伊八
演 ‐ 村上かず
「天満屋」の手代。
銀介
演 ‐ 三谷昌登
「天満屋」の手代。
鉄
演 ‐ 蟷螂襲
「天満屋」の料理人。
六
演 ‐ 中村大輝
「天満屋」の料理人。
お鈴
演 ‐ 川崎亜沙美
遊女。
お里
演 ‐ 辻本瑞貴
遊女。
徳川綱吉
演 ‐ 宮川彬良
時の5代将軍。
「生類憐みの令」のほか、「親孝行」を推奨したため、「孝行糖」が流行した。
坂田藤十郎
演 ‐ 瀬川菊之丞
時の人気歌舞伎役者。
大石内蔵助
演 ‐ 茂山七五三
劇中にて起きた赤穂事件にて吉良家に討ち入りした義士たちのリーダー。近松によって赤穂事件に取材した新作にも登場させられるが、他の義士たちが様々な言い訳をつけて討ち入ろうとせず翻弄される。
お鶴
演 ‐ 田所草子
豪商「平野屋」のご寮（徳兵衛の母）。労咳でこの世を去る。
鬼塚新右衛門
演 ‐ オール巨人（オール阪神・巨人）
大坂奉行所の与力。
永瀬壱岐守
演 ‐ オール阪神（オール阪神・巨人）
大坂西町奉行。
横川敏斎
演 ‐ 桂吉弥
医者。
人形浄瑠璃のファンで、倒れた喜里を診察した際には新作の無料観劇を条件に代金を取らずに診察した。
結城格之進
演 ‐ 国広富之
お初の父。蔵役人。
かつて平野屋忠右衛門とは人形浄瑠璃好きという共通点から面識があった。しかし、平野屋が手を付けた朝鮮人参の取引が原因で捕らえられ、切腹を余儀なくされる。
杉森信義
演 ‐ 木内義一
近松の父。
杉森伊恒
演 ‐ (劇中の手紙およびアニメーションでのみ登場)
近松の弟。近松らの出身地、越前にて医師を営んでいる。
喜里の苦労を察し、養生のために越前へ帰ることを勧める。

## スタッフ
- 作 - 藤本有紀
- 音楽 - 宮川彬良
- 制作統括 - 櫻井賢
- プロデューサー - 木村明広
- 演出 - 梶原登城、川野秀昭
- 義太夫節指導・三味線 - 竹澤團七
- 人形遣い・監修 - 桐竹勘十郎
- 劇中アニメーション - 岡江真一郎
- 撮影協力 - 国立文楽劇場、文楽協会
- 制作・著作 - NHK大阪放送局

## 放送日程
| 放送回 | 放送日  | サブタイトル                                               | 演出     | 替え歌                          |
| ------ | ------- | ---------------------------------------------------------- | -------- | ------------------------------- |
| 第1回  | 1月14日 | 近松優柔不断極（ちかまつゆうじゅうふだんのきわみ）         | 梶原登城 | 大阪で生まれた女                |
| 第2回  | 1月21日 | 厄介者初、井守黒焼（やっかいものおはつといもりのくろやき） | 梶原登城 | 悲しくてやりきれない            |
| 第3回  | 1月28日 | 放蕩息子徳兵衛（あほぼんとくべえ）                         | 梶原登城 | 学生街の喫茶店                  |
| 第4回  | 2月04日 | 善悪不明九平次（ぜんかあくかくへいじ）                     | 川野秀昭 | 傘がない                        |
| 第5回  | 2月11日 | 標的、忠右衛門（ターゲットはちゅうえもん）                 | 川野秀昭 | フランシーヌの場合              |
| 第6回  | 2月18日 | 義太夫些少活躍（ぎだゆうわりとかつやく）                   | 川野秀昭 | 知りたくないの                  |
| 第7回  | 2月25日 | 賢母喜里潔決断（ははうえきっぱりけつだん）                 | 梶原登城 | かあさんの歌 よこはま・たそがれ |
| 最終回 | 3月03日 | 曽根崎心中万吉心中（そねざきしんじゅうとまんきちのおもい） | 梶原登城 | 我が良き友よ                    |

各放送回ごとに主要登場人物の一人ずつにスポットを当てる構成になっており、サブタイトルにも示されている。
平成28年度文化庁芸術祭参加作品として、2016年10月19日から10月21日までNHK総合にて再放送された。

## 評価
ライターの近藤正高はエキサイトに寄せた第2話のレビューの中で、「万吉が遊郭に居残って奔走する場面が『幕末太陽傳』を思わせる。また、近松と万吉のちぐはぐなやり取りは、落語におけるご隠居と与太郎のやり取りを思わせ、」遊女のお初が女将によって木に縛り付けられる場面を取り上げ、「『曾根崎心中』をはじめとする近松門左衛門の作品はやりきれない悲劇が多いにもかかわらず、その作者を主人公にした本作がコメディタッチなのは、いつか訪れる悲劇を際立たせるための要素ではないかと思った」と評した。放送終了後には、近松が唱えた「虚実皮膜論」を踏まえてラストシーンで万吉に語らせた台詞「ウソとホンマの境目がいちばん面白い」のとおり、史実や時代考証を踏まえた事実（ホンマ）の中に創作や替え歌などの遊びによる虚構（ウソ）が巧みなさじ加減で織り交ぜられ、「時代劇の新たな可能性を見たような気がした」と評している。
2016年4月には本作により藤本有紀が第34回向田邦子賞を受賞。「抜群に面白く、あまり対抗馬が見当たらないくらい」として選考委員の全員一致での受賞で、時代劇作品として初の同賞受賞となった。受賞理由として、「近松門左衛門と『曾根崎心中』を洒落て茶化して一遍の黄表紙本に仕立て上げた快作」であり、「大阪弁の遊びがまことに面白く、言葉を操って虚を実にし、実を虚に見せる技は申し分が無い」としている。

### 受賞
- 第34回向田邦子賞（藤本有紀）[4][5][13]
- 第53回ギャラクシー賞選奨
- 平成28年度（第71回）文化庁芸術祭賞 - テレビ・ドラマ部門・優秀賞 [14]

## エピソード
本作にて主演・万吉役と年増の遊女・お袖役で共演した青木崇高と優香は、本作の衣装合わせで出会いクランクアップ後より交際を開始して、2016年6月に結婚している。
本作の演出では、別の人形浄瑠璃作品「生写朝顔話」の「島田宿笑い薬の段」にあるチャリ場に類似したシーンが存在する。
- 医師の萩野祐仙がしびれ薬を薬缶に仕掛けたあと、部屋を出る際によそ見をしてしまい、襖にぶつかる。本作では、忠右衛門と徳兵衛が短刀を手にケンカとなった際、短刀が近松のお尻に刺さり、のけぞった近松が襖に激突する。
- 宿の主人、徳右衛門は祐仙たちの企みを見破り、しびれ薬入りの薬缶を笑い薬にすり替えて祐仙を笑わせながら恥をかかせる。本作では、九平次が徳兵衛から奪った朝鮮人参を奉行の永瀬壱岐守に進呈しようとしたところ、万吉が先立ってすり替えていた不孝糖が出てきてしまい、奉行を激怒させる。

## 関連商品
CD
- 宮川彬良『NHK木曜時代劇 ちかえもん オリジナル・サウンドトラック』（2016年2月24日、スザクミュージック、NGCS-1064）

DVD
- ちかえもん DVD-BOX（2016年6月15日、ポニーキャニオン、PCBE-63596）